# Euryopis gertschi
Euryopis gertschi là một loài nhện trong họ Theridiidae.
Loài này thuộc chi Euryopis. Euryopis gertschi được Herbert Walter Levi miêu tả năm 1951.